# Пинсон, Диего
Диего Хуан Пинсон Флорес (исп. Diego Juan Pinzón Florez; род. 12 февраля 1985, Сьюдад-Боливар) — колумбийский легкоатлет, специалист по спортивной ходьбе. Выступает за сборную Колумбии по лёгкой атлетике с 2018 года, обладатель бронзовой медали Панамериканских игр, участник летних Олимпийских игр в Токио.

## Биография
Диего Пинсон родился 12 февраля 1985 года в городе Сьюдад-Боливар департамента Антьокия.
Занимался лёгкой атлетикой в Боготе, где окончил Университет Сан-Буэнавентуры. Проходил подготовку под руководством тренера Луиса Фернандо Лопеса, представлял Вооружённые силы Колумбии. Первое время специализировался на шоссейном беге, но затем по совету тренера принял участие в тестовых стартах по спортивной ходьбе и, показав хорошие результаты, решил перейти в эту дисциплину.
В 2010 году впервые принял участие в чемпионате Колумбии по спортивной ходьбе, став в дисциплине 20 км пятым. Год спустя на колумбийском национальном первенстве выиграл серебряную медаль на дистанции 35 км.
В возрасте 25 лет решил полностью посвятить себя работе в полиции и завершил спортивную карьеру. Однако в 2016 году был вдохновлён успехами своих соотечественников Эйдера Аревало и Эстебана Сото, вместе с которыми когда-то выступал на юниорском уровне, и спустя шесть лет вернулся в профессиональный спорт.
На чемпионате Колумбии 2017 года в ходьбе на 20 км финишировал седьмым.
В 2018 году взял бронзу на чемпионате страны в дисциплине 10 км, в том же сезоне на соревнованиях в штате Нью-Йорк впервые преодолел дистанцию в 50 км, показав время 4:04:48.
На Панамериканских играх 2019 года в Лиме с результатом 3:53:49 завоевал бронзовую медаль в ходьбе на 50 км, уступив на финише только эквадорцу Клаудио Вильянуэве и мексиканцу Орасио Нава. Также в этом сезоне в ходьбе на 20 км стартовал на Всемирных военных играх в Ухане, но здесь в ходе прохождения дистанции был дисквалифицирован.
В марте 2021 года на соревнованиях в словацком Дудинце установил свой личный рекорд в дисциплине 50 км — 3:49:46. Выполнив олимпийский квалификационный норматив (3:50:00), удостоился права защищать честь страны на летних Олимпийских играх в Токио — в программе ходьбы на 50 км показал результат 3:57:54, расположившись в итоговом протоколе соревнований на 18-й строке.